# Зайцев, Валерий Павлович
Валерий Павлович Зайцев — советский хозяйственный и политический деятель.

## Биография
Родился в 1940 году. Член КПСС с 1962 года.
Образование среднее.
В 1958—1959 гг. — расточник Коломенского завода тяжелого станкостроения.
В 1959—1963 гг. — военнослужащий Советской армии.
В 1963—1972 гг. — токарь-расточник, в 1972—2000 гг. — бригадир токарей-расточников Коломенского завода тяжелого станкостроения Министерства инструментальной и станкостроительной промышленности СССР / ФГУП «Коломенский завод тяжёлого станкостроения».
Избирался депутатом Верховного Совета СССР 10-го созыва. Делегат XXVI съезда КПСС.
Жил в Коломне.

## Награды
- Орден Октябрьской Революции